# 吳應庚
吳應庚（1652年1月15日—1717年2月14日），字遠齡，號屺瞻，湖廣黄州府黃安縣人，康熙十七年戊午科舉人，康熙十八年己未科進士，歷任四川隆昌縣知縣，以廉能擢吏部主事，晉員外郎，累遷光祿典簿，陞署正。